# Peter Feyrsinger
Peter Feyrsinger  (* 12. Mai 1954 in Kitzbühel) ist ein ehemaliger österreichischer Skirennläufer. Er startete in den 1970er-Jahren im Skiweltcup, seine Spezialdisziplin war die Abfahrt.

## Biografie
Feyrsinger begann schon früh mit dem Skisport, wurde 1960 in den Kitzbüheler Ski Club aufgenommen und kam später in den Kader des Tiroler Skiverbandes. Nach einigen Erfolgen bei den Junioren wurde der Abfahrtsspezialist Anfang der 1970er-Jahre in den A-Kader des Österreichischen Skiverbandes aufgenommen.
Im Europacup feierte der junge Tiroler in der Saison 1972/73 seine ersten großen Erfolge. Mit zwei Siegen in Fulpmes und dem dritten Platz in Zell am See gewann er vor seinen Landsmännern Werner Grissmann und Rainulf Lemberger die Abfahrtswertung. Im selben Winter startete Feyrsinger erstmals im Weltcup und holte mit Platz sechs in der Abfahrt von Garmisch-Partenkirchen am 7. Jänner 1973 seine ersten Weltcuppunkte. Drei Wochen später kam er in der Hahnenkammabfahrt auf der Streif in seinem Heimatort Kitzbühel auf Rang sieben und belegte damit im Abfahrtsweltcup der Saison 1972/73 den 16. Rang. Bei den österreichischen Meisterschaften 1973 kam er hinter Josef Walcher und Werner Grissmann auf Platz drei.
In der Saison 1973/74 erreichte Feyrsinger sein bestes Weltcupergebnis. Hinter seinem Teamkollegen Karl Cordin und dem Schweizer Roland Collombin belegte er in der Abfahrt von Zell am See am 18. Dezember 1973 zeitgleich mit Josef Walcher und dem für Australien startenden Salzburger Manfred Grabler den dritten Platz. Vier Tage später fuhr er in Schladming auf den zehnten Platz und belegte in der Endwertung des Abfahrtsweltcups Rang 15.
In den nächsten beiden Saisonen kam Feyrsinger nicht mehr unter die schnellsten zehn und holte somit auch keine Weltcuppunkte mehr. Ein letzter Erfolg gelang ihm 1976 bei den österreichischen Meisterschaften, als er hinter Ernst Winkler und Uli Spieß wie drei Jahre zuvor Dritter in der Abfahrt wurde. Im Jahr 1976 beendete Feyrsinger im Alter von 22 Jahren seine Rennsportkarriere. Er übernahm den elterlichen Bauernhof, heiratete und wurde Vater von vier Kindern. Der jüngste Sohn begann ebenfalls mit dem Skisport und wurde Tiroler Landesmeister, entschied sich dann aber doch gegen eine sportliche Laufbahn. Auch nach seiner aktiven Karriere blieb Feyrsinger dem Skisport verbunden und war als Skilehrer tätig.

## Erfolge

### Weltcup
- Ein Podestplatz, weitere dreimal unter den besten zehn

### Europacup
- Saison 1972/73: 1. Abfahrtswertung
- Zwei Siege (beide Abfahrten in Fulpmes 1973) und ein dritter Platz (Abfahrt in Zell am See 1973)